# Rabat-les-Trois-Seigneurs

Rabat-les-Trois-Seigneurs este o comună în departamentul Ariège din sudul Franței. În 1 ianuarie 2022 avea o populație de 368 de locuitori.